# Guillaume Brune

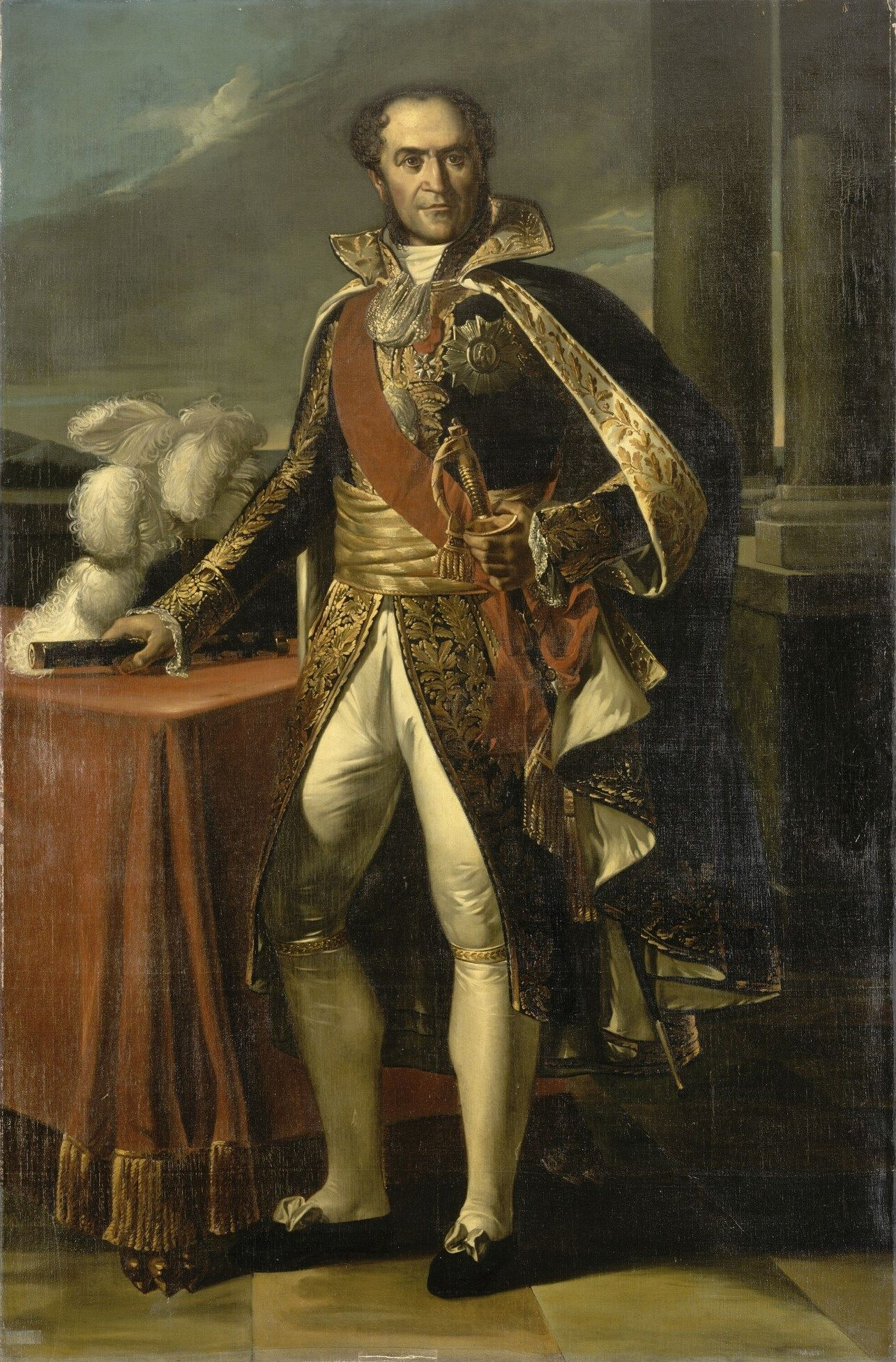
Guillaume Brune

Guillaume Marie Anne Brune (Brive-la-Gaillarde, 13 maart 1763 - Avignon, 2 augustus 1815) was een Franse generaal tijdens de Franse Revolutie en veldmaarschalk in het keizerrijk van Napoleon.

## Levensloop
Brune werd geboren in Brive-la-Gaillarde in 1763 als de zoon van een advocaat. Hij ging rechten studeren in Parijs en werd daarna politiek verslaggever. Na de Franse Revolutie in 1789 werd hij actief als jacobijn. Hij was lid van de Cordeliers en een vriend van Georges Danton.
In 1791 begon zijn militaire carrière als majoor van een bataljon van vrijwilligers. In 1793 werd hij benoemd tot brigadegeneraal. Hij nam deel aan de Slag bij Hondschote en vocht samen met Napoleon tegen de royalisten (aanhangers van het Huis Bourbon) die in 1795 in opstand komen (de opstand in Parijs van 13 Vendémiaire).
In 1796 vocht hij onder Napoleon in de Italiaanse veldtocht tegen de Oostenrijkers en krijgt een promotie naar generaal. In 1798 had hij het bevel over de Franse troepen die Zwitserland bezetten, en riep hij de Helvetische Republiek uit. Het jaar daarop had hij het bevel over de Franse-Bataafse leger dat een Brits-Russische invasie van Noord-Holland terugsloeg (zie Brits-Russische expeditie naar Noord-Holland).
Na zich verder te bewijzen tegen de rebellen in de Vendée in 1799 - 1800 en als bevelhebber van het leger in Italië in 1800 - 1801 werd Brune in 1802 door Napoleon naar Constantinopel gestuurd als Franse ambassadeur in het Ottomaanse Rijk. Tijdens zijn twee jaar als diplomaat initieerde hij diplomatieke relaties tussen Frankrijk en Perzië.
In 1804 werd Brune door Napoleon (die zichzelf net tot keizer had uitgeroepen) benoemd tot maarschalk van Frankrijk. Hij had het commando over troepen in de veldtocht tegen Pruisen in 1807 en bezette Zweeds Pommeren.
Daarna werd Brune echter door Napoleon aan de zijlijn geschoven. Zijn republicanisme en een ontmoeting tussen hem en Gustaaf IV Adolf van Zweden wekte het wantrouwen van Napoleon, die Brune geen bevel meer gaf. Pas in 1815, tijdens de Honderd Dagen, werd hij weer door Napoleon ingezet. Hij kreeg het bevel over de Franse troepen in het departement Var en verdedigde het zuidoosten van Frankrijk tegen de Oostenrijkers.
Nadat Napoleon werd verslagen in de Slag bij Waterloo, werd Brune op 2 augustus 1815 vermoord door royalisten in Avignon, ondanks de tussenkomst van burgemeester Guillaume Puy. Zijn lichaam werd in de Rhône gesmeten, maar later teruggevonden en begraven in een piramidevormige tombe in Saint-Just-Sauvage.

## Afbeeldingen

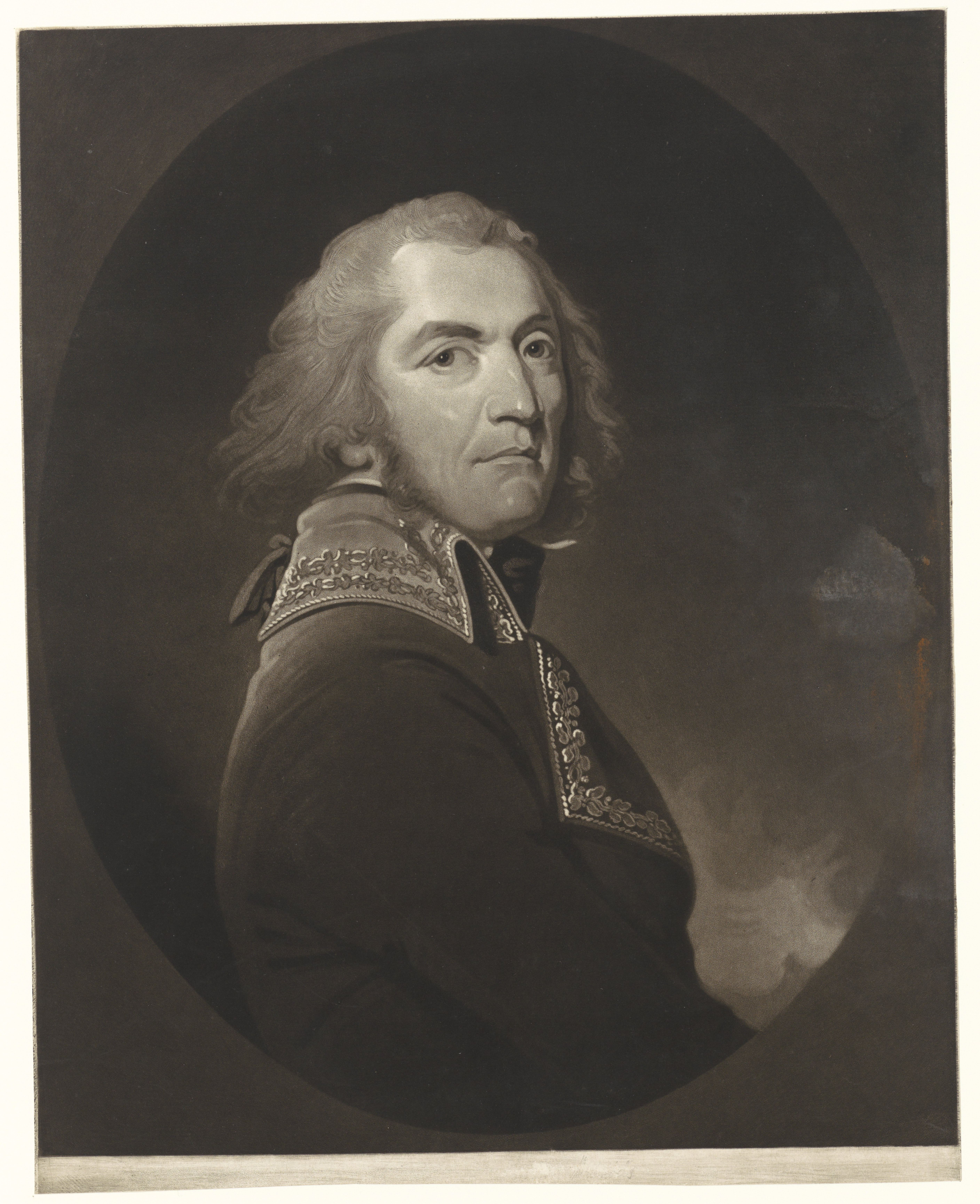
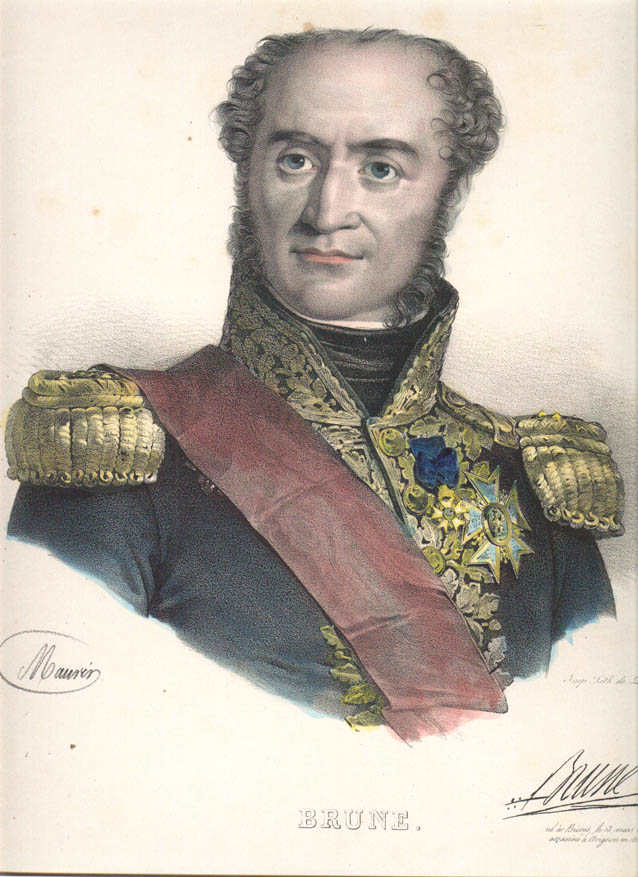
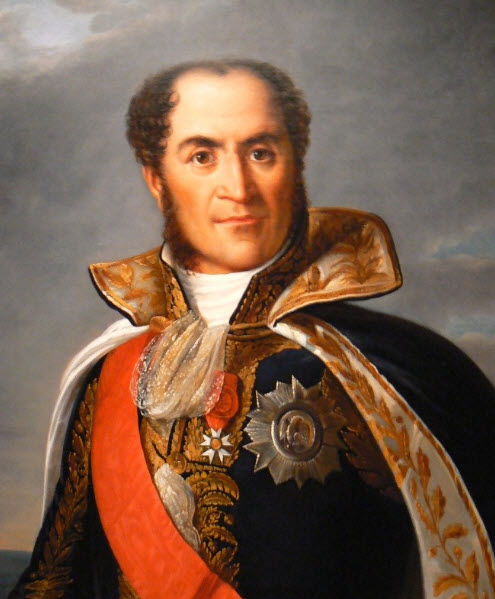